# Hạt nhân băng

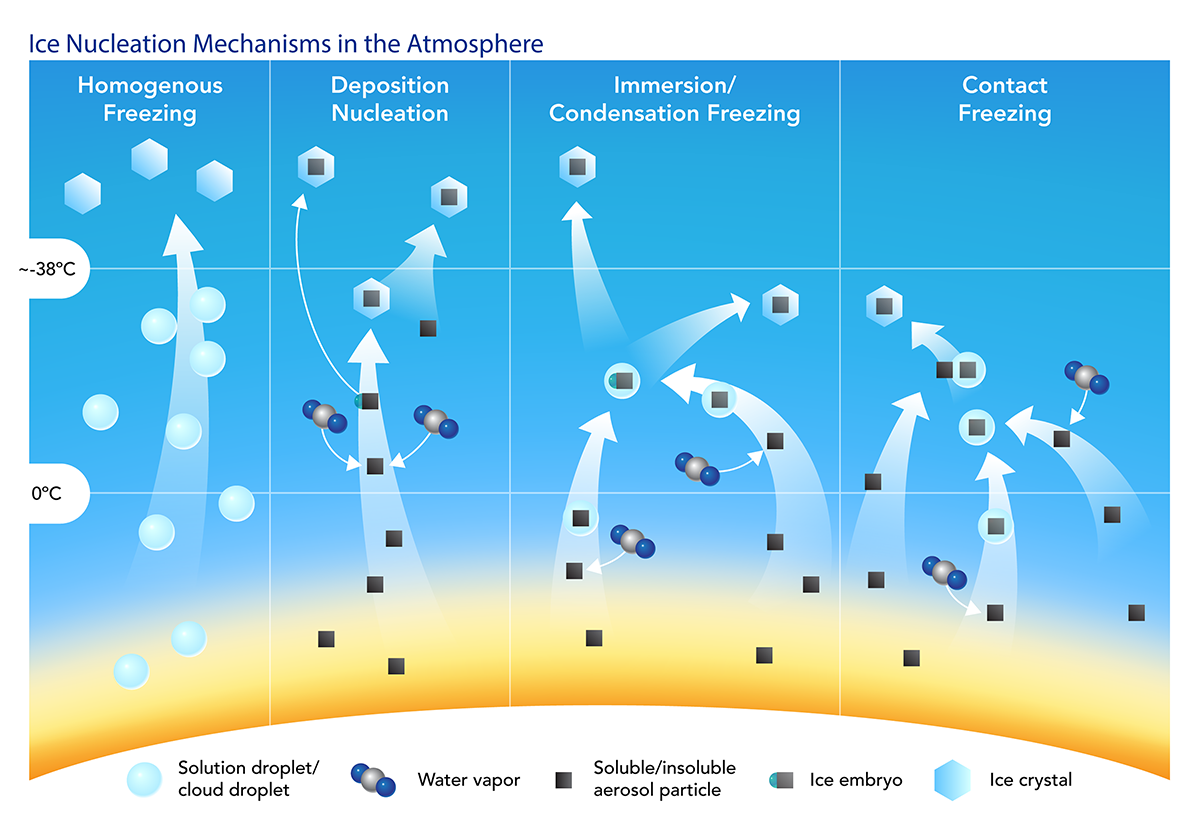
Cơ chế tạo mầm băng.

Hạt nhân băng là một hạt đóng vai trò là hạt nhân cho sự hình thành tinh thể băng trong bầu khí quyển Trái Đất.

## Cơ chế
Có một số cơ chế tạo mầm băng trong khí quyển mà qua đó hạt nhân băng có thể xúc tác cho sự hình thành các hạt băng. Ở tầng đối lưu phía trên, hơi nước có thể lắng trực tiếp lên hạt rắn. Trong những đám mây ấm hơn khoảng − 37 °C khi nước lỏng có thể tồn tại ở trạng thái siêu lạnh, hạt nhân băng có thể kích hoạt các giọt nước đóng băng.
Quá trình tạo mầm tiếp xúc có thể xảy ra nếu một hạt nhân băng va chạm với một giọt siêu lạnh, nhưng cơ chế đóng băng quan trọng hơn là khi một hạt nhân băng bị ngâm trong một giọt nước siêu lạnh và sau đó kích hoạt cơ chế đóng băng.
Trong trường hợp không có hạt nhân băng, các giọt nước tinh khiết có thể tồn tại ở trạng thái siêu lạnh đến nhiệt độ gần −37 °C khi chúng đóng băng đồng nhất..

## Động lực học đám mây
Các hạt băng có thể có ảnh hưởng đáng kể đến động lực học của đám mây. Chúng được biết là rất quan trọng trong các quá trình mà các đám mây có thể bị nhiễm điện, gây ra hiện tượng sét. Chúng cũng được biết là có thể tạo thành hạt giống cho những giọt mưa.

## Vật chất hạt khí quyển
Nhiều loại vật chất hạt khí quyển khác nhau có thể hoạt động như hạt nhân băng, cả tự nhiên và nhân tạo, bao gồm cả các loại bụi bao gồm bụi sa mạc, bồ hóng, chất hữu cơ, vi khuẩn (ví dụ Pseudomonas syringae), phấn hoa, bào tử nấm và tro núi lửa. Tuy nhiên, tiềm năng tạo mầm chính xác của từng loại thay đổi rất lớn, tùy thuộc vào điều kiện khí quyển chính xác. Người ta biết rất ít về sự phân bố không gian của các hạt này, tầm quan trọng chung của chúng đối với khí hậu toàn cầu thông qua sự hình thành đám mây băng và liệu hoạt động của con người có đóng vai trò chính trong việc thay đổi các hiệu ứng này hay không.